# Мэтерс, Дебби
Дебора Ри Нельсон (англ. Deborah Rae Nelson; 6 января 1955 года, Салайна, Канзас — 2 декабря 2024 года, Сент-Джозеф, Миссури), также известная как Дебби Мэтерс (англ. Debbie Mathers), — американская писательница, наиболее известная как мать рэпера Эминема, который писал о ней во многих своих песнях, включая Cleanin’ Out My Closet и Headlights.

## Ранняя жизнь
Дебора Ри Нельсон родилась 6 января 1955 года на военной базе в Салайне, штат Канзас, в семье Бетти (Хиксон) и Бобби Нельсонов. Она выросла в «большой неблагополучной семье». Её отец служил в ВВС США, а мать работала барменшей.
После развода её родителей в 1964 году, Дебора столкнулась с проблемами из-за жестокого обращения отчима и в конце концов ушла из дома, а 20 сентября 1970 года, когда ей было 15 лет, вышла замуж за Маршалла Брюса Мэтерса-младшего. Они играли в группе под названием Daddy Warbucks, которая выступала в заведениях Рамады на границе Дакот и Монтаны. Их сын, Маршалл Брюс Мэтерс III, родился 17 октября 1972 года в Сент-Джозефе, штат Миссури; роды продолжались 73 часа, и Дебора чуть не умерла во время них.
В 1973 году пара развелась, когда юному Мэтерсу было полтора года, из-за чего Дебора была вынуждена растить его в бедности. Она продолжала носить фамилию бывшего мужа, но после того, как её сын стал знаменитым, взяла свою девичью фамилию. Мать с сыном постоянно меняли место жительства, редко останавливаясь в одном доме более чем на год или два, и, прожив какое-то время в Сент-Джозефе, Саванне, штат Миссури, Канзас-Сити, Уоррене, штат Мичиган, и Розвилле, обосновались в Детройте. Большую часть юности Маршалла они прожили в рабочем, преимущественно чернокожем районе города, где они были одной из трёх белых семей в своем квартале; Брюс несколько раз подвергался избиениям со стороны чернокожей молодёжи. В 1982 году Нельсон подала в суд на школьный совет Розвилла за неспособность защитить Маршалла от насилия со стороны сверстников, которое привело к травмам, включая сотрясение мозга. Иск был отклонен на основании защиты школ от судебных исков. Позже её сын поделился своими мыслями об этом в песне Brain Damage на пластинке The Slim Shady LP.
В 1986 годы у Деборы родился сын Нейтан Кейн Мэтерс от её тогдашнего бойфренда Фреда Самары. В дальнейшем в течение нескольких лет она управляла компанией такси в Сент-Джозефе вместе со своим другим мужем Джоном Бриггсом.

## Взаимоотношения с Эминемом
Нельсон часто ссорилась со своим сыном. Один социальный работник описал её как «очень подозрительную, почти параноидальную личность». Маршалл III позже стал известным рэпером, известным как Эминем, и их взаимоотношения привлекли внимание общественности после того, как Эминем в своих песнях, таких как Cleanin’ Out My Closet, подверг критике её воспитание.
В сентябре 1999 года Нельсон подала в суд на своего сына на 10 миллионов долларов из-за текста его сингла My Name и нескольких интервью СМИ, в которых он обвинял её в безнадзорности и употреблении наркотиков. Судья окружного суда Макома Марк Свитальски вынес решение в её пользу и присудил ей 25 000 долларов, из которых более 23 000 долларов достались её адвокату Фреду Гибсону. Эминем раскритиковал судебный процесс в песне Marshall Mathers на пластинке The Marshall Mathers LP, выпущенной в цензурированном виде из-за оскорблений в адрес Гибсона. На том же альбоме в песне Kill You рэпер описал изнасилование и убийство своей матери.
В 2000 году Нельсон выпустила альбом Set the Record Straight с рэп-дуэтом ID-X из Миссури. По её словам, запись была сделана для того, чтобы её версия истории была услышана без неверных интерпретаций медиа. В своей автобиографии 2008 года «Мой сын Маршалл, мой сын Эминем» Нельсон рассказала, что Гибсон был инициатором судебного разбирательства, и она пошла на это, чтобы предотвратить конфискацию своего дома.
В 2013 году Эминем публично извинился перед своей матерью в песне Headlights.

## Болезнь и смерть
В сентябре 2024 года стало известно, что у Нельсон диагностирован рак легких. Эминем оказывал финансовую поддержку во время её болезни, что стало поводом для сообщений об их примирении. Дебби умерла от осложнений болезни в Сент-Джозефе 2 декабря 2024 года в возрасте 69 лет. На следующий день младший сын Нельсон Нейтан написал в Instagram, что «чувствует ненависть и смешанные эмоции».